# Coastal Carolina Regional Airport

i7
i11
i13
Der Coastal Carolina Regional Airport (IATA: EWN, ICAO: KEWN), zuvor Craven County Regional Airport und New Bern Airport ist ein Flughafen im Bundesstaat der Vereinigten Staaten North Carolina und liegt an der Stadtgrenze der Küstenstadt New Bern. Er befindet sich auf einer Höhe von 2 m über NN und dient als Regionalflughafen der Countys Craven, Pamlico, Carteret und Jones County in der Urlaubsregion der Crystal Coast in den Outer Banks. Der Flughafen wurde Mitte 2008 von Craven County Regional Airport in Coastal Carolina Regional Airport umbenannt.

## Flughafeninfos
Der Airport dient dem inländischen, regionalen und privaten Flugverkehr sowie als Frachtflughafen für FedEx und DHL. Überwiegend werden Zubringerflüge zu den Drehkreuzen in der Region angeboten. Er verfügt über ein Terminal sowie zwei Start- und Landebahnen.

## Fluggesellschaften und Ziele
- American Eagle: Charlotte
- Delta Connection: Atlanta[3]

## Zwischenfälle
- Am 20. November 1966 kollidierte eine Martin 4-0-4 der US-amerikanischen Piedmont Airlines (Luftfahrzeugkennzeichen N40406), die ohne Passagiere zum New Bern Airport überführt werden sollte, im Anflug mit mehreren Bäumen und stürzte 5 Kilometer südlich des Flughafens in den Wald. Die drei Besatzungsmitglieder kamen ums Leben.[4]